# Glod, Maramureș
Glod este un sat în comuna Strâmtura din județul Maramureș, Transilvania, România.

## Istoric
Prima atestare documentară: 1418 (Mochyar);  1680 (Glod). 

## Etimologie
Etimologia numelui localității: din subst. glod „noroi, mâl" < cf. magh. galád „murdar">.  E similar si cu cuvantul francez pentru „lut muiat", „umid",  < cf. fr. gleb, gwleb, cf. bretona veche gulip, glueb > ca in „Dumnezeu l-a facut pe om din gleb" (Biblia Franceza Chouraqui).

## Demografia
La recensământul din 2011, populația era de 632 locuitori. 

## Monumente istorice
- Biserica de lemn „Sfântul Nicolae” 1700);
- Cimitirul evreiesc (sec. XVIII).

## Personalități
- Mihai Pop (1907-2000), folclorist, etnolog, cercetător al culturilor sud-est europene, laureat al premiului Herder, membru de onoare al Academiei Române.
- Frații Petreuș, trupă de muzică tradițională